# Pile River
Der Pile River ist ein 55 km langer Zufluss des Iliamna Lake im Südwesten des US-Bundesstaats Alaska.

## Flusslauf
Der Flusslauf des Pile River liegt im Bereich des Ansatzes der Alaska-Halbinsel. Der Pile River wird von einem Gletscher in den Chigmit Mountains gespeist. Das auf einer Höhe von etwa 1070 m gelegene Quellgebiet liegt 20 km westnordwestlich des Vulkans Mount Iliamna. Der Pile River fließt anfangs etwa 3,5 km in Richtung Südsüdost. Anschließend wendet er sich etwa 8,5 km in Richtung Westsüdwest und fließt schließlich nach Südwesten. Der Pile River mündet 11 km östlich der Ortschaft Pedro Bay in die Pile Bay, eine Bucht im Nordosten des Iliamna Lake.

## Namensgebung
W. E. Smith, Chief Engineer bei der Alaska Short Line Railway, meldete im Jahr 1907 als Name des Flusses "Syooknook River". Der lokal genutzte Flussname "Pile River" setzte sich jedoch durch und wurde 1912 von Martin und Katz vom U.S. Geological Survey (USGS) publiziert.

## Einzugsgebiet
Der Pile River entwässert ein Areal von etwa 395 km². Das Einzugsgebiet oberhalb von Flusskilometer 27 befindet sich im Lake-Clark-Nationalpark.